# キャディ (ゴルフ)

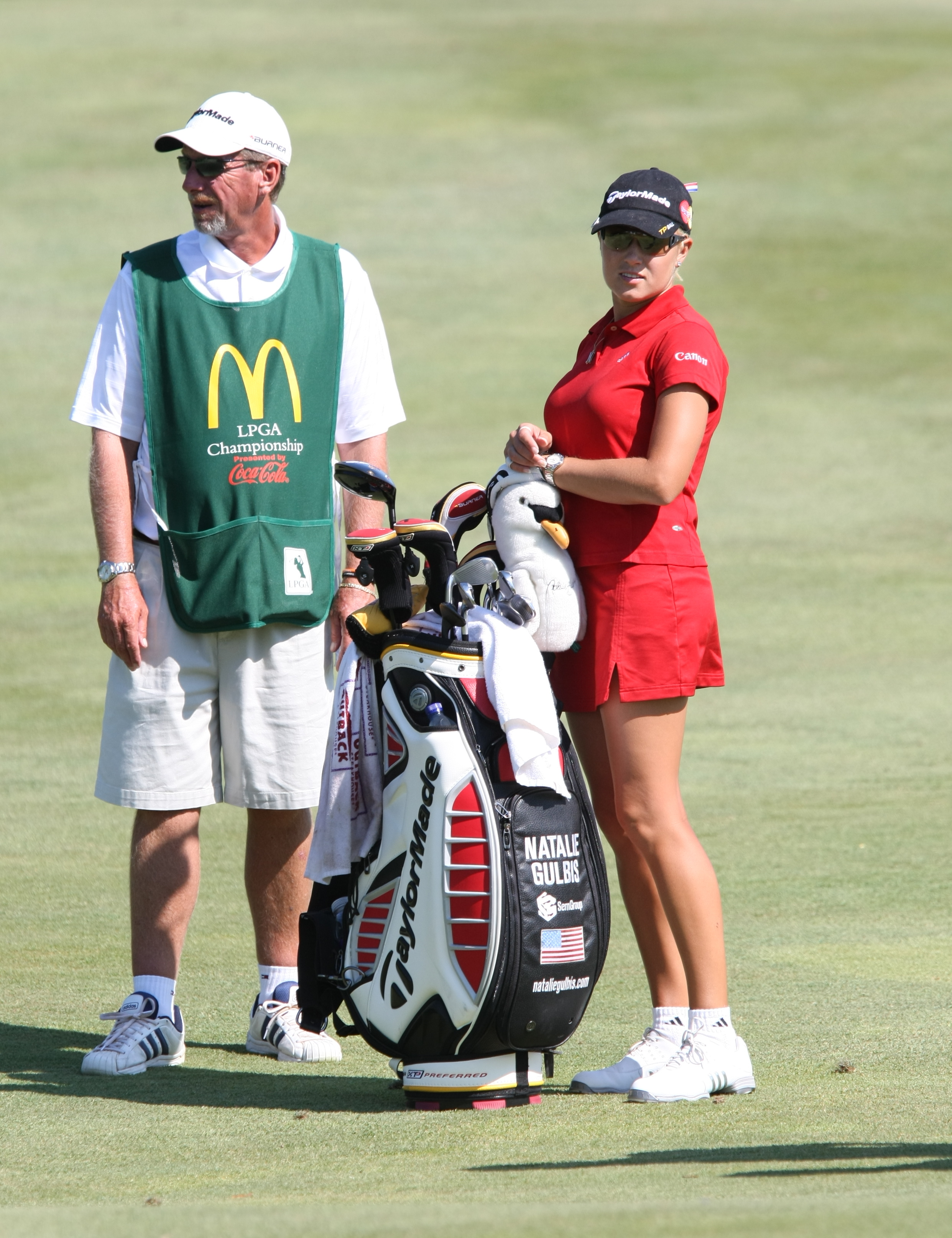
ナタリー・ガルビス（右）と男性キャディ（左）。2008年のLPGAツアーのひとこま。

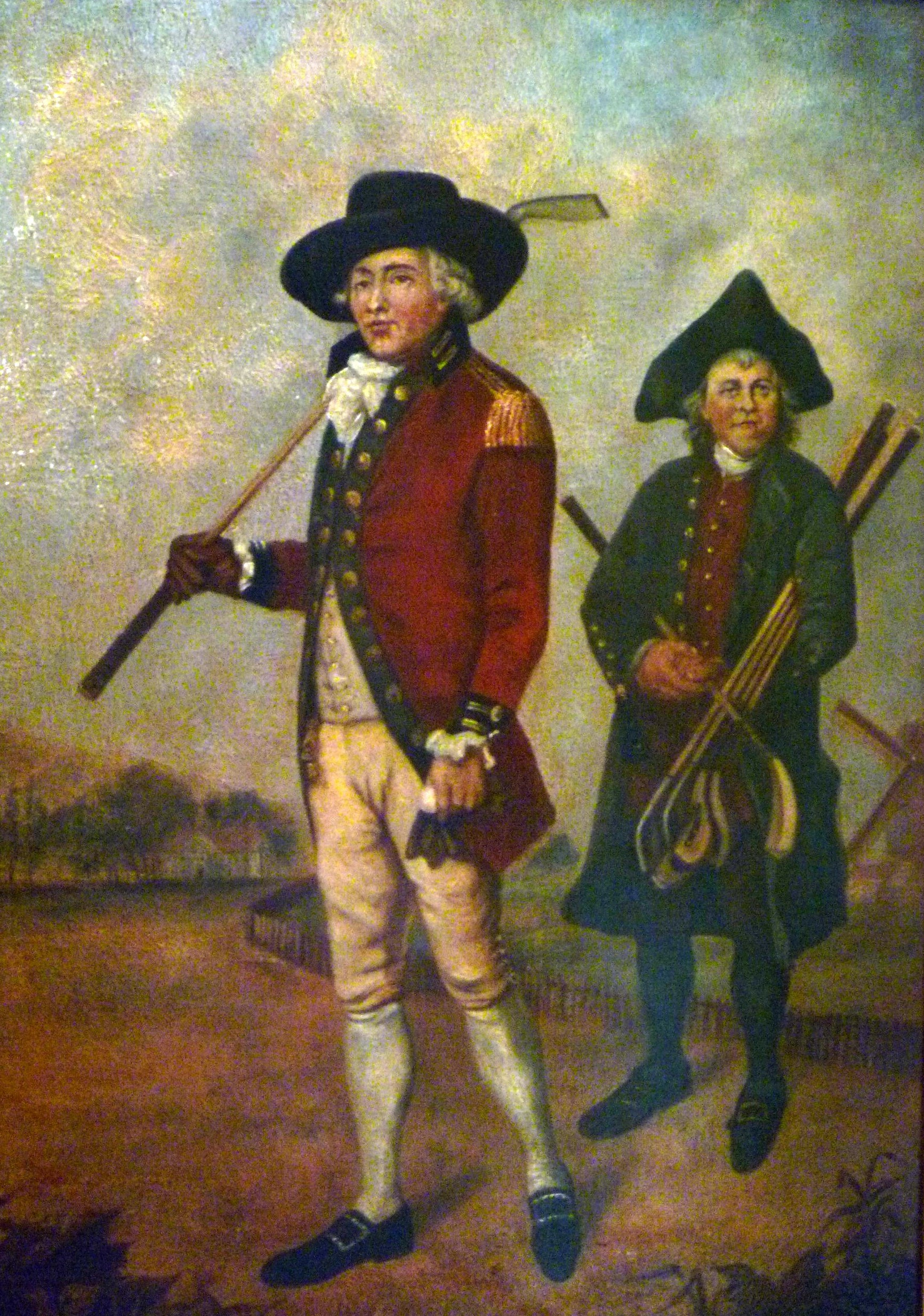
18世紀の絵画に描かれたキャディ（右）。作者不詳。

ゴルフにおけるキャディ、ないし、キャディー (caddy, caddie) は、プレイヤー（競技者）のバッグやクラブを運ぶ人物であり、プレイヤーに助言を与えたり、士気を鼓舞する役割も果たす。ゴルフ規則では、「規則にしたがってプレーヤーを助ける人」と定義されている。良いキャディは、ゴルフ・コースの難関や障害を熟知しており、最善の戦略を立てることができる。こうした知識の中には、コースの長さ、ピンの位置、クラブの選択などすべてが含まれる。

## 形態
キャディは通常、それぞれのゴルフ場の従業員ではなく、独立した自営業者の類であり、ゴルフ・クラブなどから特段の報酬は受けていない。一部のゴルフ場では、ゴルフ場の責任でキャディを用意しているが、ゴルフ場からキャディへ報酬が支払われることは稀である。特にヨーロッパでは、ほとんどのクラブはキャディを用意しておらず、アマチュアのゴルファーは自分でバッグを運ぶのが普通である。
日本では、競技プロが帯同する、ヨーロッパと同様に独立自営であるプロキャディとは別に、ゴルフ場で一般のゴルファーのために働くキャディをサービスキャディと呼んでいる。サービスキャディは、各ゴルフ場が直接雇用する場合もあるが、キャディ業務の請負業者もあり、おもにパートやアルバイトといった非正規雇用形態で働くキャディが各ゴルフ場へ派遣されている。

### ツアーのキャディ
日本では、多くのツアーに参戦しているプロ・ゴルファーであっても、専属の帯同キャディを用意したり、スポットでのプロキャディを雇わずに、各ゴルフ場が用意するハウスキャディを雇って競技に臨む場合がある。
プロキャディの報酬は、必要経費等のほかに選手の成績に応じて（獲得賞金の数%-10%など）契約が結ばれているが、選手が求めるキャディの質や内容（コーチ的役割の有無など）によって千差万別。ハウスキャディに至っては、報酬は明確にされていないことがある。

## 語源
「キャディ」という言葉は、オック語の方言であるガスコーニュ語で、もともとは英語のchiefに相当する意味をもち、後にyounger boy「（長子ではない）若い方の息子」を意味するようになった capdèth ないし capdet に由来している。この言葉は、フランス語では cadet となり、おもにガスコーニュ貴族の末子から編成されたキャデット・ド・ガスコーニュ (Cadets de Gascogne) という15世紀の（ルイ13世直属の）連隊を指すようになった。caddie ないし cadie と綴る「キャディ」が初めて英語に現れたのは、1634年である。18世紀のスコットランドでは、誰であれ、荷物を運ぶために雇われた者を「キャディ」と称するようになっていた（英語版「en:Caddie (18thC Edinburgh)」を参照）。 

## 歴史

### 日本

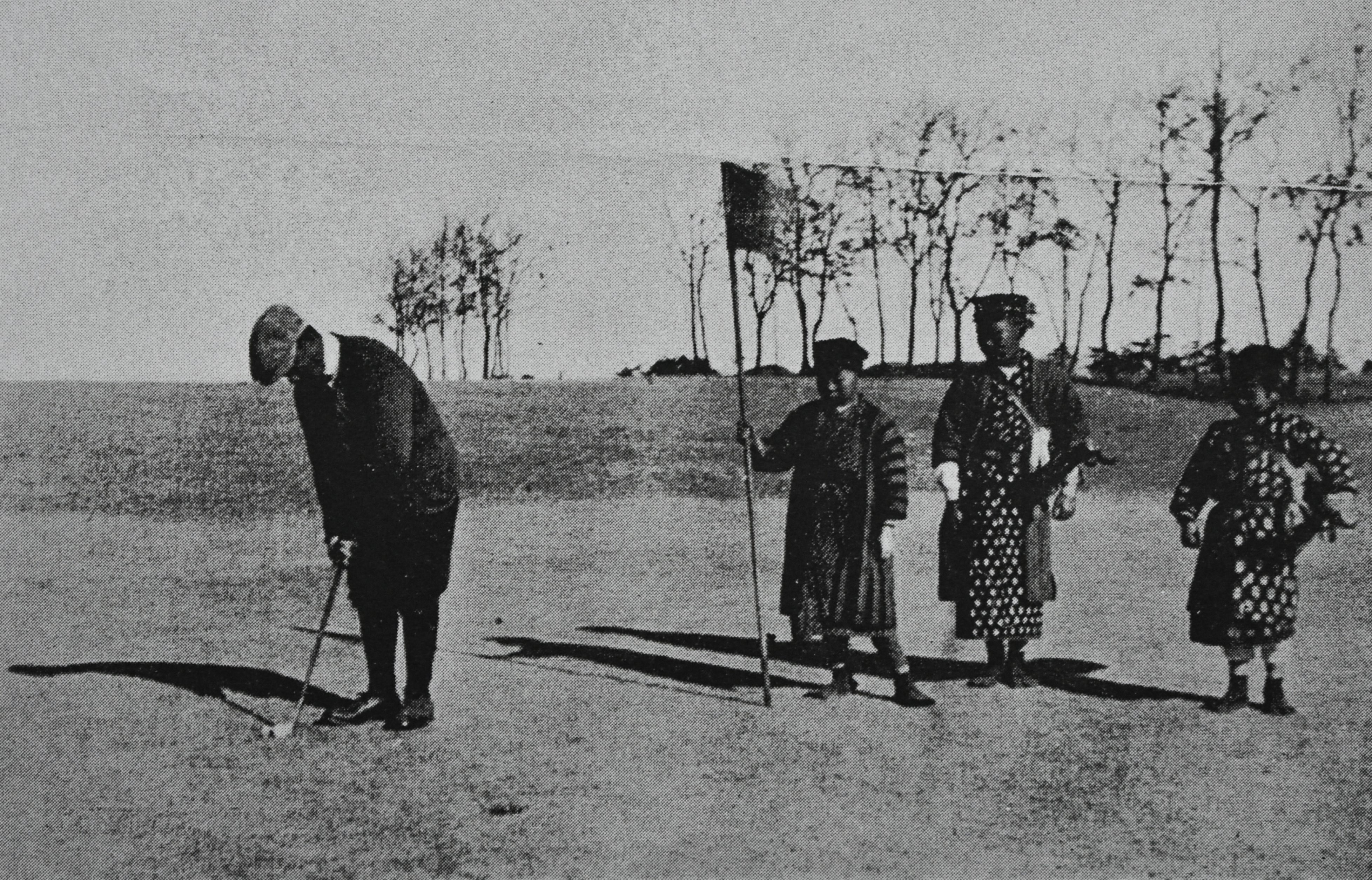
大正時代の東京ゴルフ倶楽部駒沢コースのプレイ風景。日本のゴルフ草創期には少年がキャディを務めた。

日本最初のゴルフ場である神戸ゴルフ倶楽部では、キャディとして近隣の村から少年を募集していた。ゴルフ倶楽部の会員たちはこれら少年キャディにゴルフを教え、大会も開かれるようになった。また、少年キャディたちは成長してキャディマスターを務めるようになり、ゴルフ倶楽部の運営に欠かせない役割を果たすようになる。1920年に日本最初のプロゴルファーとなった福井覚治や、これに続く越道政吉、宮本留吉、中上数一など黎明期のプロゴルファーは、いずれも少年キャディとしてゴルフと出会い、コース運営と競技の技能を高めていった。「日本初の100歳プロゴルファー」として知られた内田棟（1916年 - 2019年）は、戦前に少年キャディとしてゴルフに出会い、戦後にキャディマスターを経て55歳でプロテストに合格した経歴を持つ。
女性がキャディを務めるようになるのは、戦時体制下で男性の人手不足が深刻化した昭和10年代で、少女がキャディーを務めるようになった。戦後も人手不足が続いたために、もっぱらキャディーは女性の職場となった。

## 著名なキャディ
- ブルース・エドワーズ (Bruce Edwards (caddy))  - トム・ワトソン、グレッグ・ノーマンのキャディ